# Blut und Ehre
Blut und Ehre war ein nationalsozialistisches Schlagwort, das unter anderem in der Hitlerjugend verwendet wurde.
Die Termini Blut und Ehre waren für Alfred Rosenberg konstitutive Begriffe der „nordisch-germanischen Rassenseele“, die er in seinem Werk Der Mythus des 20. Jahrhunderts entwickelte. Über Rosenbergs Mythus fand das Begriffspaar Eingang in die Gedankenwelt der Hitlerjugend. Vier der von 1936 bis 1941 erschienen Aufsatzbände Rosenbergs waren mit dem Begriff überschrieben.
Als in der Hitlerjugend verwendete Begriffskombination kannten sie zahlreiche Deutsche. Blut und Ehre war der Titel eines Liederbuches, in das Koppelschloss der Hitlerjugend geprägt und zwischen 1933 und 1938 als Inschrift in die Klinge der HJ-Fahrtenmesser geätzt, thematisiert z. B. in Teil 2 der Fernsehminiserie Blut und Ehre – Jugend unter Hitler.
In Deutschland ist die Verwendung der Parole „Blut und Ehre“ juristisch ein Verwenden von Kennzeichen verfassungswidriger Organisationen; sie steht unter Strafe. Nach einem Urteil des Bundesgerichtshofes von 2009 ist die Verwendung der englischen Übersetzung „Blood and Honour“ nicht strafbar.
Das Begriffspaar wird von verschiedenen neonazistischen Organisationen auch in Übersetzung verwendet. Blood and Honour ist ein internationales Netzwerk neonazistischer Musikgruppen. Der Ausspruch „Blut und Ehre“ wird abgewandelt auch von Anhängern der neonazistischen Chrysí Avgí in Griechenland benutzt.